# María Isela Lozoya Velo
María Isela Lozoya Velo (Camargo, Chihuahua, 28 de febrero de 1953) feminista y humanista mexicana. Trabaja en temas de perspectiva de género, desarrollo de programas de educación y prevención del SIDA. Ha contribuido a la formación de nuevas generaciones de mujeres y hombres en la teoría de género y su incorporación en el ámbito gubernamental. Actualmente es la Coordinadora Ejecutiva del Instituto Chihuahuense de la Mujer.

## Biografía
María Isela Lozoya Velo es hija primogénita de la familia formada por Raquel Velo Perea y Pompeyo Lozoya Torres, nació, creció e hizo sus estudios de educación básica y bachillerato en Ciudad Camargo, Chihuahua, para posteriormente trasladarse a la Ciudad de México en donde realizó sus estudios de relaciones internacionales en la facultad de Ciencias Políticas y Sociales de la UNAM. 
A partir de ahí, sin ser precisamente una activista, el feminismo fue el enfoque de toda su actividad profesional y en la década de los 90´s incursiona en los estudios de género desde el ámbito académico.

## Trayectoria
1. 1999 - 2004: Tuvo a su cargo la coordinación del Programa Estatal de Educación para la Prevención del SIDA. En este período diseñó el curso “Estrategias Didácticas para la prevención del SIDA".
2. Desde noviembre de 2004 ocupa el cargo de Coordinadora Técnica del Instituto Chihuahuense de la Mujer. Y es una de las pocas mujeres que ha trascendido tres administraciones de gobierno en este puesto, desde donde ha logrado impulsar y fortalecer diferentes acciones encaminadas a la institucionalización de la perspectiva de género en el ámbito gubernamental del Estado de Chihuahua y ha logrado un amplio reconocimiento como experta en el tema.[3]
3. Desde sus inicios ha participado como ponente en diversos congresos, convenciones, seminarios y cursos en materia de género y derechos humanos de las mujeres, principalmente en la atención a la violencia contra las mujeres.[4][5] Ha publicado diversos artículos, principalmente en la revista “Proyecto Escolar”, editada por Servicios Educativos del Estado de Chihuahua durante los años de 1997-1998 y la revista Nosotras publicada por el Instituto Chihuahuense de la Mujer de 2008 a 2010.

## Reconocimientos
1. Reconocimiento “Mujeres Talentosas” otorgado por el programa “Hablemos de Chihuahua” con Emma de la O por su trayectoria profesional, 2012.[6]